# The Definitive Collection

For DVD:n med samme navn, se ABBA - The Definitive Collection (DVD)
ABBA – The Definitive Collection udkom den 2 november 2001, og er et dobbelt opsamlingsalbum med samtlige officielle singler af den svenske popmusikgruppe ABBA. Listen er kronologisk, og indledes med gruppens første singel People Need Love fra året 1972, og afsluttes med to bonustracks, Ring Ring og Voulez-Vous, to af gruppens egne officielle remix. Thank You for the Music, som udkom førsta gang 1977 kom med til sidst, fordi den udkom som singel i Storbritannien 1983, efter at gruppen var opløst.

## Trackliste

### CD 1
1. "People Need Love"  – 2:45
2. "He is Your Brother"  – 3:18
3. "Ring ring (bara du slog en signal)"  – 3:04
4. "Love Isn't Easy (But It Sure is Hard Enough)"  – 2:53
5. "Waterloo"  – 2:47
6. "Honey, Honey"  – 2:55
7. "So Long"  – 3:05
8. "I Do, I Do, I Do, I Do, I Do"  – 3:16
9. "SOS"  – 3:20
10. "Mamma Mia"  – 3:32
11. "Fernando"  – 4:14
12. "Dancing Queen"  – 3:51
13. "Money, Money, Money"  – 3:05
14. "Knowing Me, Knowing You"  – 4:01
15. "The Name of the Game"  – 4:52
16. "Take a Chance on Me"  – 4:05
17. "Eagle"  – 4:27
18. "Summer Night City"  – 3:35
19. "Chiquitita"  – 5:24
20. "Does Your Mother Know"  – 3:13
21. "Rock Me" – 3:08 (Bonustrack, kun i Australien)
22. "Hasta Mañana – 3:11 (Bonustrack, kun i Australien)

### CD 2
1. "Voulez-Vous"  – 5:08
2. "Angeleyes"  – 4:19
3. "Gimme! Gimme! Gimme! (A Man After Midnight)"  – 4:50
4. "I Have a Dream"  – 4:42
5. "The Winner Takes It All"  – 4:56
6. "Super Trouper"  – 4:13
7. "On and On and On"  – 3:42
8. "Lay All Your Love on Me"  – 4:34
9. "One Of Us"  – 3:56
10. "When All is Said and Done"  – 3:17
11. "Head Over Heels"  – 3:47
12. "The Visitors"  – 5:46
13. "The Day Before You Came"  – 5:51
14. "Under Attack"  – 3:47
15. "Thank You for the Music"  – 3:51
16. "Ring ring (bara du slog en signal)" (UK Single Remix, 1974)  – 3:10 (Bonustrack)
17. "Voulez-Vous" (Extended Remix, 1979 US Promo)  – 6:07 (Bonustrack)

## Listeplaceringer
| År                   | Land                          | Placering |
| -------------------- | ----------------------------- | --------- |
| 2002-2005, 2008      | Australien Australien         | 10        |
| 2001-2002            | Belgien Belgien               | 29        |
| 2004, 2008           | Danmark Danmark               | 30        |
| 2001                 | Italien Italien               | 30        |
| 2003-2004            | Holland Holland               | 39        |
| 2004, 2006           | Norge Norge                   | 8         |
| 2002                 | New Zealand New Zealand       | 9         |
| 2001                 | Storbritannien Storbritannien | 17        |
| 2001-2004, 2006-2008 | Schweiz Schweiz               | 34        |
| 2001-2002, 2004      | Sverige Sverige               | 26        |
| 2001                 | USA USA                       | 186       |
| 2001-2002            | Østrig Østrig                 | 38        |

## Fodnoter
1. ↑  Australiancharts – ABBA – The Definitive Collection på den australske albumliste
2. ↑  Ultrapop – ABBA – The Definitive Collection på den belgiske albumliste (Flandern)
3. ↑  Danishcharts – ABBA – The Definitive Collection på den danske albumliste
4. ↑  Italiancharts – ABBA – The Definitive Collection på den italienske albumliste
5. ↑  Dutch Charts – ABBA – The Definitive Collection på den hollandske albumliste
6. ↑  Hitparade – ABBA – The Definitive Collection på den norske albumliste
7. ↑  Charts – ABBA – The Definitive Collection på den new zealandske albumliste (Webside ikke længere tilgængelig)
8. ↑  Hitparade – ABBA – The Definitive Collection på den schweiziske albumliste
9. ↑  Swedishcharts – ABBA – The Definitive Collection på den svenske albumliste
10. ↑  Dutch Charts – ABBA – The Definitive Collection på den østrigske albumliste (Flandern)